# Fabian Heidegger
Fabian Heidegger (Bolzano, 4 agosto 1988) è un ex velista italiano.

## Biografia
Nato nel 1988 a Bolzano, ha iniziato a praticare la vela a 12 anni.
Nel 2007 ha preso parte ai Mondiali di Cascais, nell'RS:X, terminando 11º, ottenendo così il pass olimpico.
A 20 anni ha partecipato ai Giochi olimpici di Pechino 2008, nel Windsurf, chiudendo 20º con 138 punti (162 senza penalità).
Ha chiuso la carriera nel 2012, a 24 anni.